# Kontoor Brands
Kontoor Brands er en amerikansk beklædningskoncern. Den blev etableret ved et spin off fra VF Corporation i maj 2019. De markedsfører denimtøj under brands som Lee, Wrangler og Rock & Republic. Kontoor Brands driver også VF Outlet-butikskæden.